# Joseph Chinard

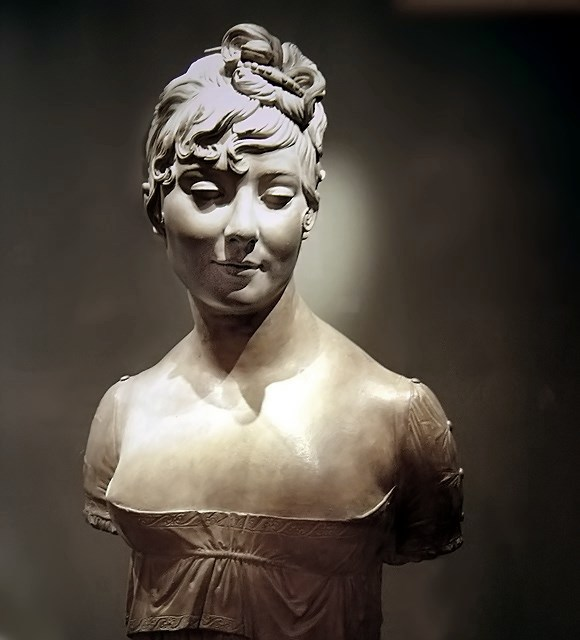
Busto de mujer desconocida, en el Museo del Louvre, una de sus obras destacadas

Joseph Chinard (Lyon, 12 de febrero de 1756- 20 de junio de 1813), escultor francés, destacado como uno de los más célebres del periodo neoclásico en su país.
Se inició en las artes a través de la pintura, que aprendió en Lyon, en la Real Escuela de Dibujo y, a continuación comenzó a trabajar con un escultor local. Sus trabajos en esta ocasión atrajeron la atención de un mecenas que lo envió a estudiar a Roma, donde permaneció desde 1874 hasta 1887 y en este tiempo realizó algunas copias de piezas de la antigüedad, que remitió a Lyon. Sin embargo, en Roma recibió un premio de la Academia de San Lucas, un privilegio rara vez concedido a los extranjeros por la obra de Perseo y Andrómeda, creada en terracota.
Chinard pasó la mayor parte de su vida entre Lyon e Italia, frecuentó aunque poco, París, a pesar de que envió varias de sus obras al Salón, en una de sus visitas a la capital francesa realizó un busto de Madame Recamier. Fue profesor de escultura en la Escuela de Bellas Artes de Lyon. La mayoría de las obras públicas, creadas para su ciudad natal, fueron destruidas durante la Revolución Francesa. Sus esculturas siguen la escuela neoclásica, pero en ellas se observa la intimidad, la naturalidad y sentimiento.

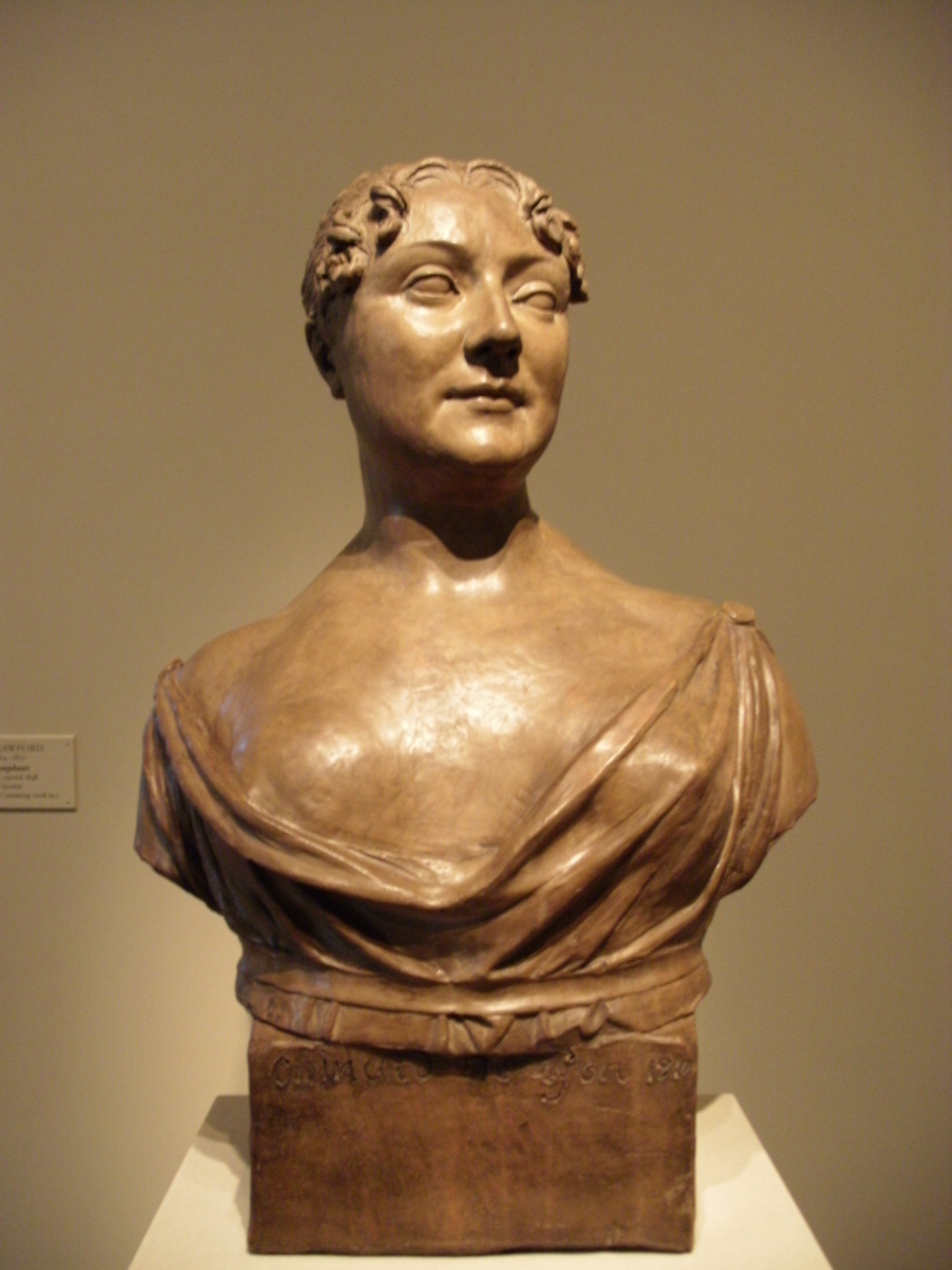
Señorita, de 1816. Galería Nacional de Arte (Washington)
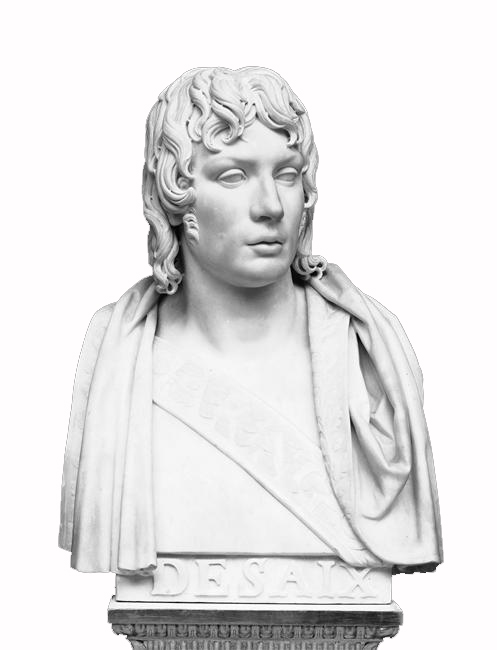
Busto de Louis Charles Antoine Desaix (1768-1800)
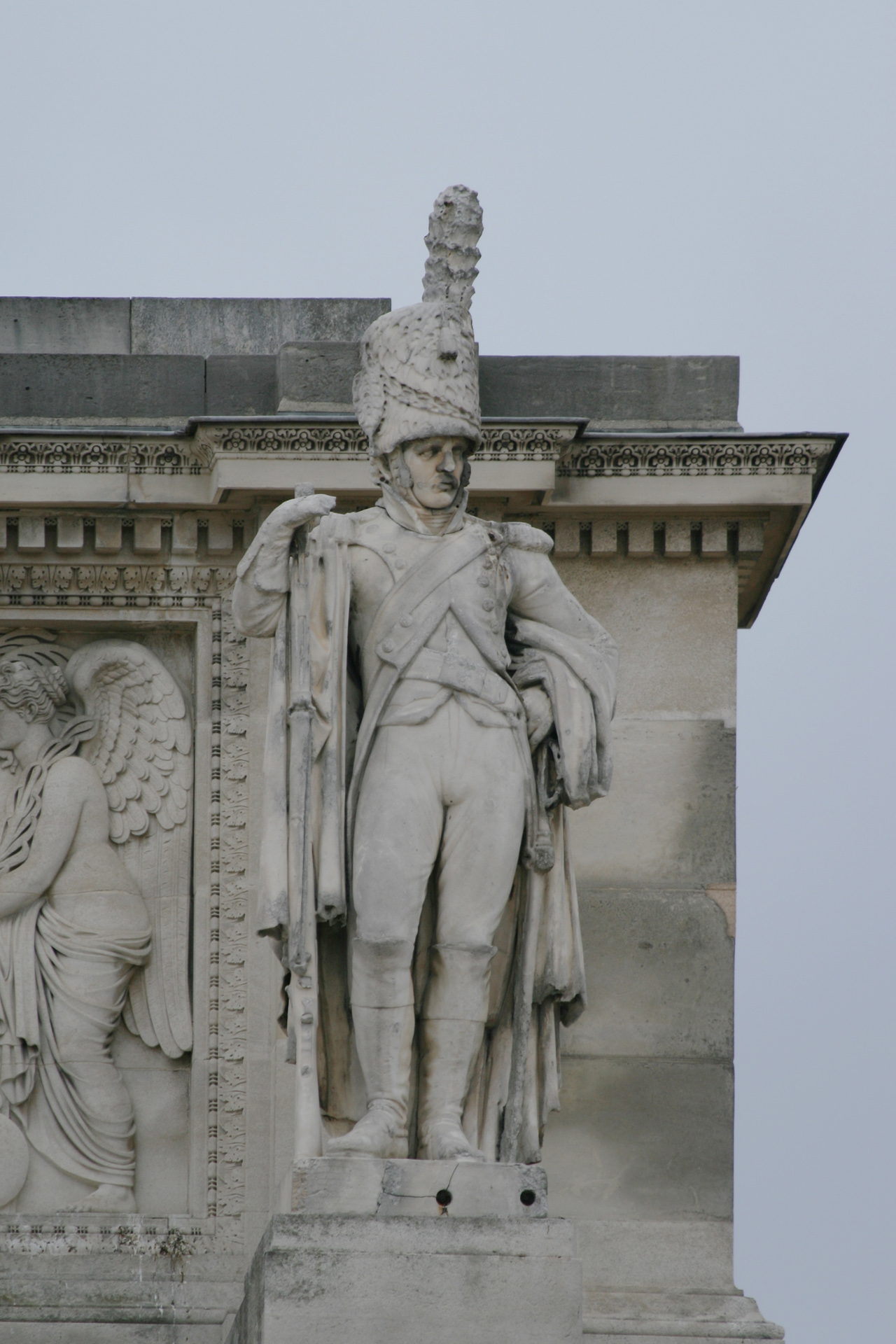
Granadero del Arco de Triunfo del Carrusel

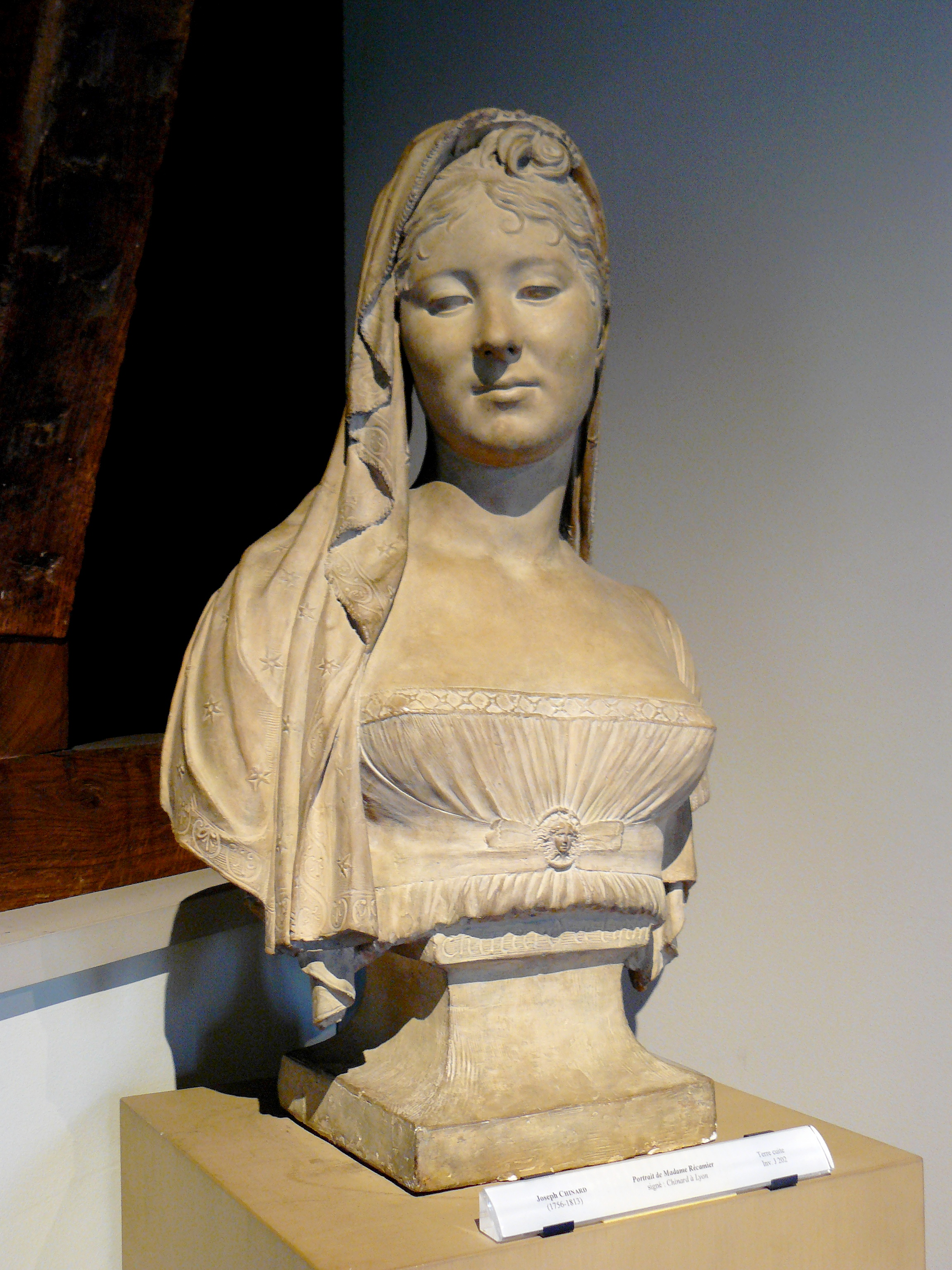
Busto de la señora Recamier. Terracota. Museo Cognacq-Jay
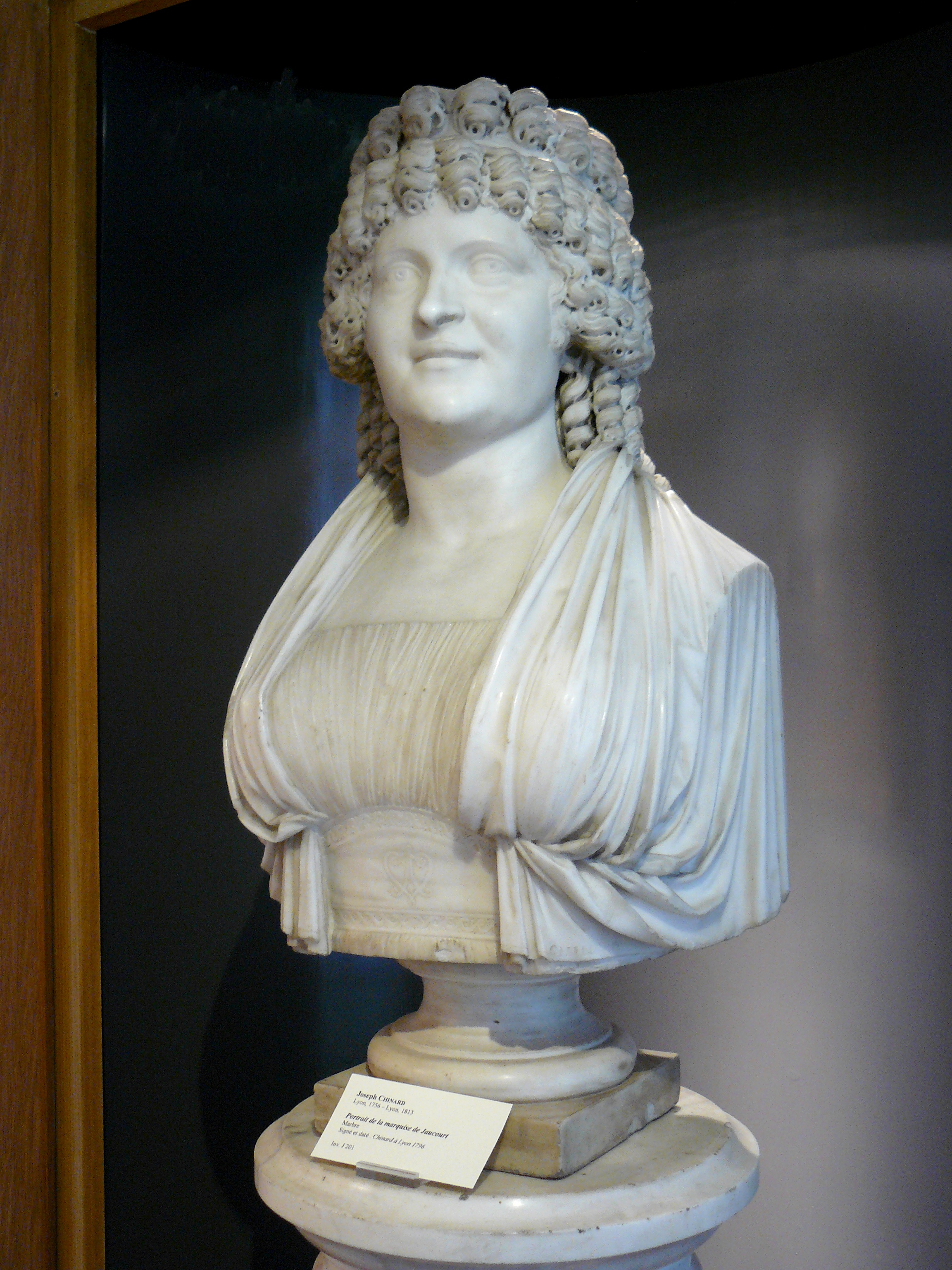
Marie Charlotte Bontemps (1762-1848), esposa de Arnail François, marqués de Jaucourt. Museo Cognacq-Jay
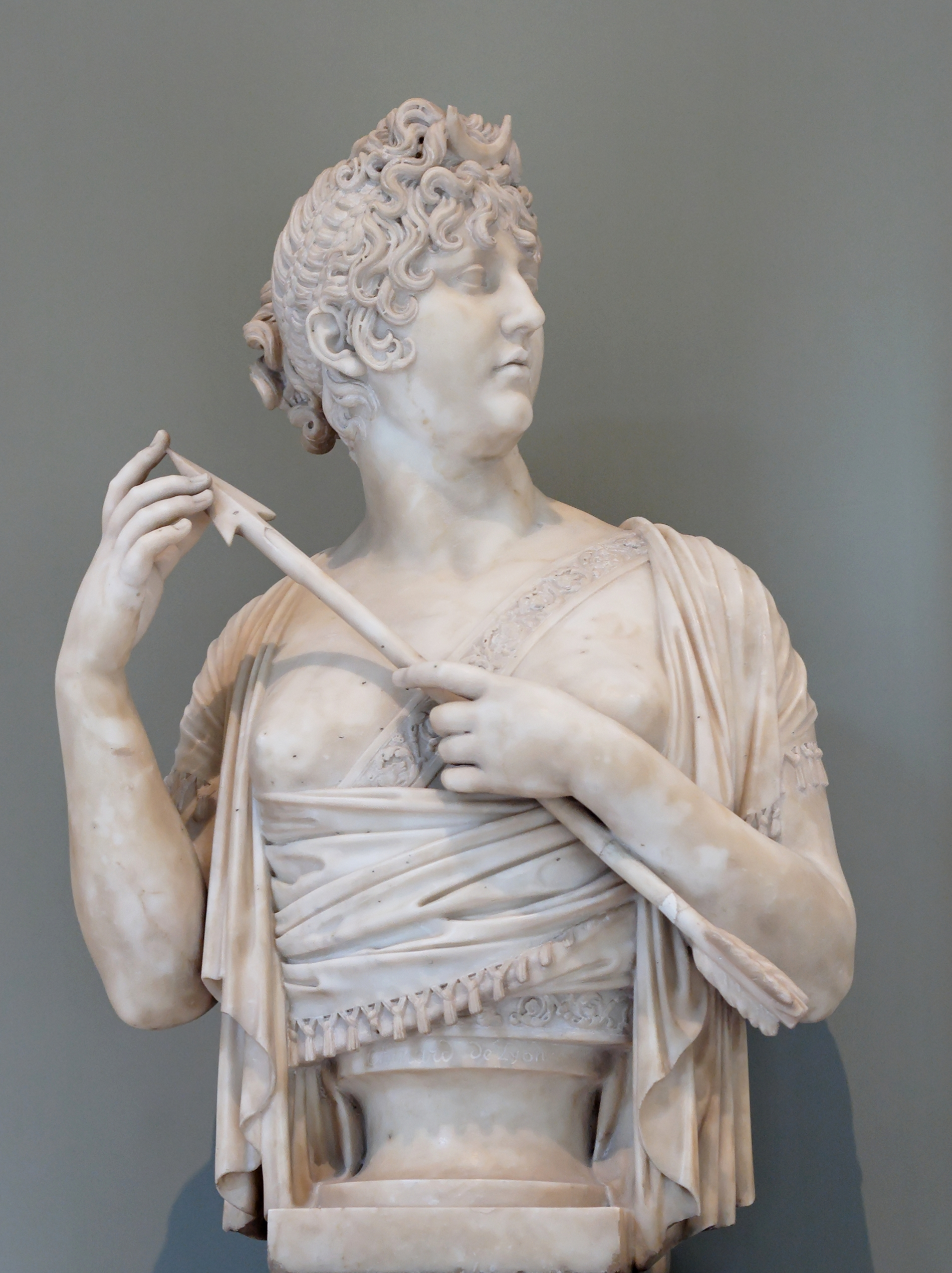
La señora Verninac, como Diana cazadora. Louvre

(pinchar sobre la imagen para agrandar) 